# Мануїловська (Красноборський район)
Мануїловська (рос. Мануиловская) — присілок в Красноборському районі Архангельської області Російської Федерації.
Населення становить 58 осіб. Входить до складу муніципального утворення Алексєєвське сільське поселення.

## Історія
Від 2004 року входить до складу муніципального утворення Алексєєвське сільське поселення.

## Населення
| 2002 | 2010 |
| ---- | ---- |
| 58   | →58  |